# Симко (озеро)
Си́мко (англ. Lake Simcoe) — озеро на юге Онтарио (Канада), четвёртое по размерам озеро из тех, что полностью лежат внутри провинции. Во время первого европейского контакта в XVII столетии индейцы-гуроны называли озеро Ouentironk («Красивая Вода»). Нынешнее название озеру присвоил Джон Грэйвс Симко в честь своего отца. Крупнейшие острова — Джорджина и Тора. Покрыто льдом с декабря по март. Крупнейшине города на берегах озера: Бэри (136 тыс. жит.), Джорджина (43 тыс. жит.), и Ориллия, (31 тыс. жит.).
Объём воды — 11,6 км³. Общая площадь озера— 744 км². Площадь водосборного бассейна — 2840 км². Высота над уровнем моря — 219 м.
Развито любительское и спортивное рыболовство. Специализация: американский сиг, озерная форель (озёрный голец-кристивомер), щука, жёлтый окунь, большеротый и малоротый окуни.